# Adrienne Martelli

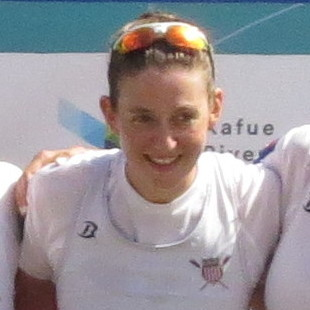
Adrienne Martelli

Adrienne Martelli (* 3. Dezember 1987 in Glendale, Kalifornien) ist eine ehemalige US-amerikanische Ruderin. Sie gewann 2012 die olympische Bronzemedaille im Doppelvierer.

## Karriere
Martelli begann 2006 an der University of Washington mit dem Rudersport. 2010 graduierte sie in Biologie und Physiologie, die 1,85 m große Ruderin lebte und trainierte in Princeton, New Jersey.
2009 gewann Adrienne Martelli mit dem Achter die Bronzemedaille bei den U23-Weltmeisterschaften. Bei den Weltmeisterschaften 2010 in der Erwachsenenklasse ruderte Martelli im Vierer ohne Steuerfrau und gewann zusammen mit Mara Allen, Grace Luczak und Alison Cox die Bronzemedaille hinter den Booten aus den Niederlanden und aus Australien. 2011 wechselte Martelli zu den Skullbooten. der US-Doppelvierer mit Stesha Carle, Natalie Dell, Adrienne Martelli und Megan Kalmoe erkämpfte bei den Weltmeisterschaften 2011 die Silbermedaille hinter dem deutschen Boot. Bei den Olympischen Spielen 2012 auf dem Dorney Lake bei Eton siegte der ukrainische Doppelvierer vor dem deutschen Boot, die Bronzemedaille ging an Kara Kohler, Adrienne Martelli, Natalie Dell und Megan Kalmoe.
2013 trat Martelli im Ruder-Weltcup mit dem Achter und mit dem Doppelzweier an, startete aber nicht bei den Weltmeisterschaften. 2014 wechselte sie in den Vierer ohne Steuerfrau, zusammen mit Zsuzsanna Francia, Emily Regan und Tessa Gobbo gewann sie bei den Weltmeisterschaften 2014 in Amsterdam die Silbermedaille hinter dem neuseeländischen Boot. 2015 trat Martelli beim Weltcup in Varese im Doppelvierer an, bei den Weltmeisterschaften 2015 auf dem Lac d’Aiguebelette gewann der Vierer ohne Steuerfrau mit Kristine O’Brien, Grace Latz, Adrienne Martelli und Grace Luczak den Titel in dieser nichtolympischen Bootsklasse. Für den Doppelvierer bei den Olympischen Spielen 2016 nominierte der US-Ruderverband Tracy Eisser und Megan Kalmoe aus dem Weltmeisterboot im Doppelvierer von 2015 sowie Grace Latz und Adrienne Martelli. Dieser Doppelvierer belegte im olympischen Finale den fünften Platz.